# AN/BQR-15
AN/BQR-15 — американская пассивная гидроакустическая станция (ГАС) с гибкой протяжённой буксируемой антенной (ГПБА) ТВ-16. Производитель — Western Electric. Антенная решётка из 42 гидрофонов длиной 150 футов (45,7 метра) и диаметром 3,5 дюйма (88,9 мм) буксируется на тросе длиной 2200 футов (670 метров). Антенна ставится и убирается с помощью специального гидравлического устройства и оснащена устройством экстренного отсоединения от ПЛ. При буксировке ГПБА скорость лодки падает приблизительно на 0,5 узла.

## Носители
АПЛ
ПЛАРБ
- «Лафайет»
- «Джеймс Мэдисон»
- «Бенджамин Франклин»